# Драгара
Драгара е измислен свят в поредица романи на писателя Стивън Бруст. Думата „Драгара“ може да се отнася за планетата, Драгарската империя или нейната бивша столица град Драгара.

## Видове
Драгара е населена с множество разумни раси:
- Драгарите са доминиращият вид на планетата. Създадени са от Дженоините, които магически са кръстосали човешки същества с животни. Драгарите са високи обикновено около седем фута и имат строино телосложение. Обикновено са много слабо окосмени и не могат да имат бради или мустаци. Тяхната продължителност на живот е много голяма, понякога няколко хиляди години. Те смятат себе си за „Хора“, но са наречени Драгари от Източняците, които живеят в Импрерията. В други земи Източняците ги наричат „елфи“ или „феи“.

- Източняците са почти идентични с истинските хора и населяват земите на изток от Драгарската Империя, наречени Източните кралства. Смятани са за варвари от драгарите и са често окупирани от Империята. По-ниски, слаби, бързо остаряващи и без помощта на магията, източняците все пак успяват да устоят на Драгарската враждебност и омраза за стотици хиляди години. Те наричат себе си „хора“, но са наречени Източняци от драгарите, които в други страни са наричани „джуджета“.

- Сериолите са първоначалните, човекоподобни обитатели на Драгара. Притежават изключително мощни магични умения, които все още не са усвоени от другите раси. Те са създателите на всички Моргантски оръжия, включително и седемнадесетте Велики Оръжия, както и на азбуката която се използва в магичните ритуали. Въпреки тяхната сила, те са били почти напълно унищожени по време на ранните години на Империята. Оцелелите от сериолите се укрили в една малка планина и рядко комуникират с външния свят, освен в случаите когато помагат в битките срещу Дженоините. Според източняшките стандарти са дребни и грозни на външен вид.

Освен изброените, има няколко безсмъртни раси, които влияят на физическия свят на Драгара в определена степен:
- Дженоини са изключително мощна раса от същества от друго измерение, които по неизвестни причини са направили множество промени на света на Драгара. Техният начин на мислене е нечовешки и е труден за разбиране даже и от боговете. Понякога се опитват да се завърнат на Драгара и да поробят отново обитателите ѝ, но боговете и някои от по мощните драгари им се противопоставят и отблъскват,

- Богове са мощни същества които имат активна роля в поддържането на Цикълът на Драгарската Империя и защитават Драгара от Дженоините. Някои от Боговете отначало са били роби на Дженоините но успяват да се освободят и да ги принудят да напуснат планетата. Оттогава други са достигнали божественост по различни начини. Източняците почитат боговете, докато драгарите просто ги уважават.

- Демони за разлика от боговете могат да бъдат призовавани, докато за присъствието на боговете може само да се помоли. Друга разлика между тях е това, че боговете могат да бъдат на няколко места едновременно, докато демоните нямат тази способност.

## Магия
Магията в света на Драгара съществува в различни форми и се смята че води началото си от манипулацийте на Дженоините върху планетата.

### Магьосничество
Магьосничество означава събиране на сила от физически проявления на Хаос, оформянето ѝ в магии и освобождажането им. Гражданите на Империята могат да използват Имперският глобус като проводник за да могат да употребяват хаоса безопасно. Имперският глобус е свързан към Великото море от Хаос, където втечнения хаос се нарича аморфия. Магьосничество което не използва Глобусът за проводник се нарича Древно Магьосничество. Извършва се чрез превръщането на аморфия в малки камъчета и директно използване на силата им. Този вид магьосничество е много по-трудно, мощно и опасно от стандартното и Драгарската империя е обявила използването му извън закона. Катаклизъм, резултат от злополука с неправилно използване на древно магьосничество, станал причина за междуцарствие и прекъсване във Великия Цикъл на Домовете и временно разпадане на Импрерията.
Преди Междуцарствието магьосничеството било доста рядко използвано и не много ефикасно. По време на Междуцарствието Боговете модифицират Имперския глобус за да увеличат силата на магията и след възстановяването на Империята магьосничеството става по-широко използвано и с по-голяма сила. Докато нисшите класи на обществото като Източняците и Домът Текла рядко придобиват някакви умения в боравенето с магия, всички аристократи в Империята се учат да използват поне някои основни магии. За по-високи умения са нужни нужни много усилия и изучаване. Експертите във всички аспекти на магьосничеството са известни като „магъосници“. Магията може да приеме много форми, но някои от най-често използваните включват: телепортация, телепатична комуникация, заклинания за нападение и пресъживяване.

### Вещерство
Вещерството е използвано главно от Източняци и е нисша форма на магията, използваща сложни ритуали за фокусиране на психичната енергия. Вещерството не притежава суровата мощ на магьосничеството, но може да произведе ефекти които не могат да бъдат постигнати чрез него. Едно от уникалните възможности на вещерството е сдобиването с познайник (установяване на псионична връзка с някакво животно, както при Влад и неговият познаиник джерег). Вещерството също така може да бъде изпълнявано и в групи от вещери за да се увеличи силата за заклинанието. Мъжете и жените практикуващи вещерство се наричат „вещери“ и живеят по-дълго от обикновено и някои ритуали могат за запазят вещера млад в продължение на столетия. Други обичайни умения които вещерството предлага е различаването на аури и телепатична комуникация.

### Моргантските Оръжия
Според Драгарска легенда, Сериолите създали тези оръжия за да направят военното изкуство толкова ужасяващо, че никой не би започнал война. Моргантските Оръжия са магически остриета, имащи силата да унищожат душата на всеки човек, който поразят, убивайки жертвата напълно, даже с драскотина, и правещи пресъживяването невъзможно. Моргантските Оръжия са полу-разумни и постоянно желаят да „погълнат“ душите на жертвите си. Хората намиращи се близо до такова оръжие могат да почувстват неговото недоброжелателено присъствие. Моргантските ками са често използвани от Джерегите изключително за поръчкови убийства с цел отмъщение.
Силата на Моргантските Оръжия варира (въпреки че всички могат да разкъсат човешката душа, ако бъдат нанесени физически наранявания чрез оръжието). Най-силните са наречени Великите Оръжия и притежават редица преимущества пред обикновените моргантски оръжия. Великите оръжия са по-интелигентни и могат да проявят своята воля като изберат да не погълнат душа, да защитават притежателя си от вреда и дарявайки го с уникални магични умения в зависимост от оръжието. Всяко Велико оръжие си има име, според своите способности и външен вид и няколко са описани в поредицата за Влад – Чернопрът, Ледоплам, Богоубиец и Пътедир. Казано е че съществуват 17 такива и те са единствените оръжия достатъчно силни да унищожат Дженоин.

## Драгарската Империя

### Общ преглед
Драгарската империя е най-голямата цивилизация на планетата и повечето от книгите на Бруст за Драгара се развиват в нея. Тя е масивна империя, покриваща повече от половината територия на единствения познат континент и по време на поредицата за Влад Талтош е съществувала в продължение на 250 000 години. Император или императрица (в зависимост от поредицата) властва над феодалното общество от столицата на империята – град Адриланка. Небето над страната е постоянно затъмнено от червеникави облаци, дължащи се на използването на магия в продължение на хилядолетия.
Империята напомня на западна Европа по време на Реформацията, макар магията да заменя повечето технологии. Въпреки че Империята е оцеляла стотици хилядолетия културата ѝ е забележително стабилна. Това се дължи на продължителния живот на Драгарите, в допълнение на здраво вкоренения респект към традицията и отчасти на намесата на Драгарските богове.
Империята е често във война с Източните или със съседните драгарски кралства. Военното дело се състои от комбинация на фехтовално умение и магия. Войниците рядко носят броня поради факта, че металът привнича магията. Лъкове и други метателни оръжия са доста редки. Поради абсолютната липса на полови ограничения в Драгарското общество, жените могат да бъдат войници, както и всички други професий.